# КАСА Арена Горсенс
«КАСА Арена Горсенс» або «Форум Горсенс Арена» (дан. CASA Arena Horsens, Forum Horsens Stadion) — футбольний стадіон у місті Хорсенс, Данія, домашня арена ФК «Горсенс».
Стадіон побудований 1927 року та відкритий у 1929 році. У 1998 та 2001 роках був реконструйований. 2008 року перейменований на «КАСА Арена Горсенс». У 2009 році здійснено капітальну реконструкцію арени, в результаті якої перебудовано конструкцію всієї споруди та споруджено новий фасад. Стадіон має футбольну спеціалізацію, однак є місцем проведення різних спортивних змагань, концертів та інших культурних заходів. Потужність арени під час футбольних матчів становить 10 400 глядачів, 7 500 із яких забезпечені сидячими місцями. Південна трибуна обладнана 1 000 спеціальних місць, які зарезервовані радою спонсорів клубу. Під час концертів стадіон може прийняти до 30 000 глядачів. Стадіон є сучасною футбольною ареною і відповідає вимогам УЄФА.
Візитівкою арени є чотири освітлювальні щогли особливої конструкції, які нагадують підняті ключки.